# Ferguson TE20
Le Ferguson TE20 est un tracteur agricole produit de 1946 à 1956.

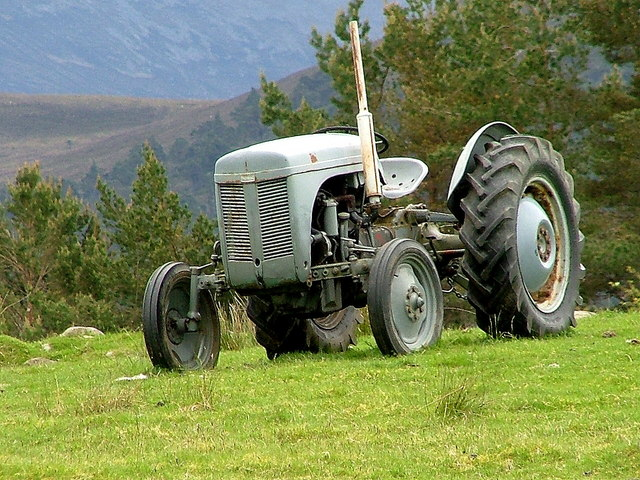
Tracteur Ferguson.